# Walworth County, Wisconsin
Walworth County är ett administrativt område i delstaten Wisconsin, USA, med 102 228 invånare. Den administrativa huvudorten (county seat) är Elkhorn.

## Geografi
Enligt United States Census Bureau har countyt en total area på 1 493 km². 1 438 km² av den arean är land och 55 km² är vatten. 

### Angränsande countyn
- Waukesha County - nordost
- Racine County - öst
- Kenosha County - öst
- McHenry County, Illinois - sydost
- Boone County, Illinois - sydväst
- Rock County - väst
- Jefferson County - nordväst